# إريكا فوكس
إريكا فوكس (بالإنجليزية: Erika Fox)‏ هي ملحنة بريطانية، ولدت في 3 أكتوبر 1936.